# Futbol a Bèlgica

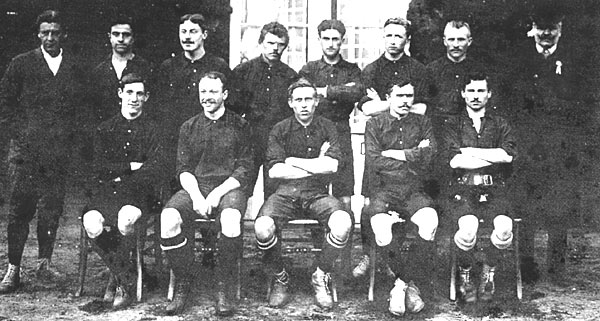
Bèlgica el 1906.

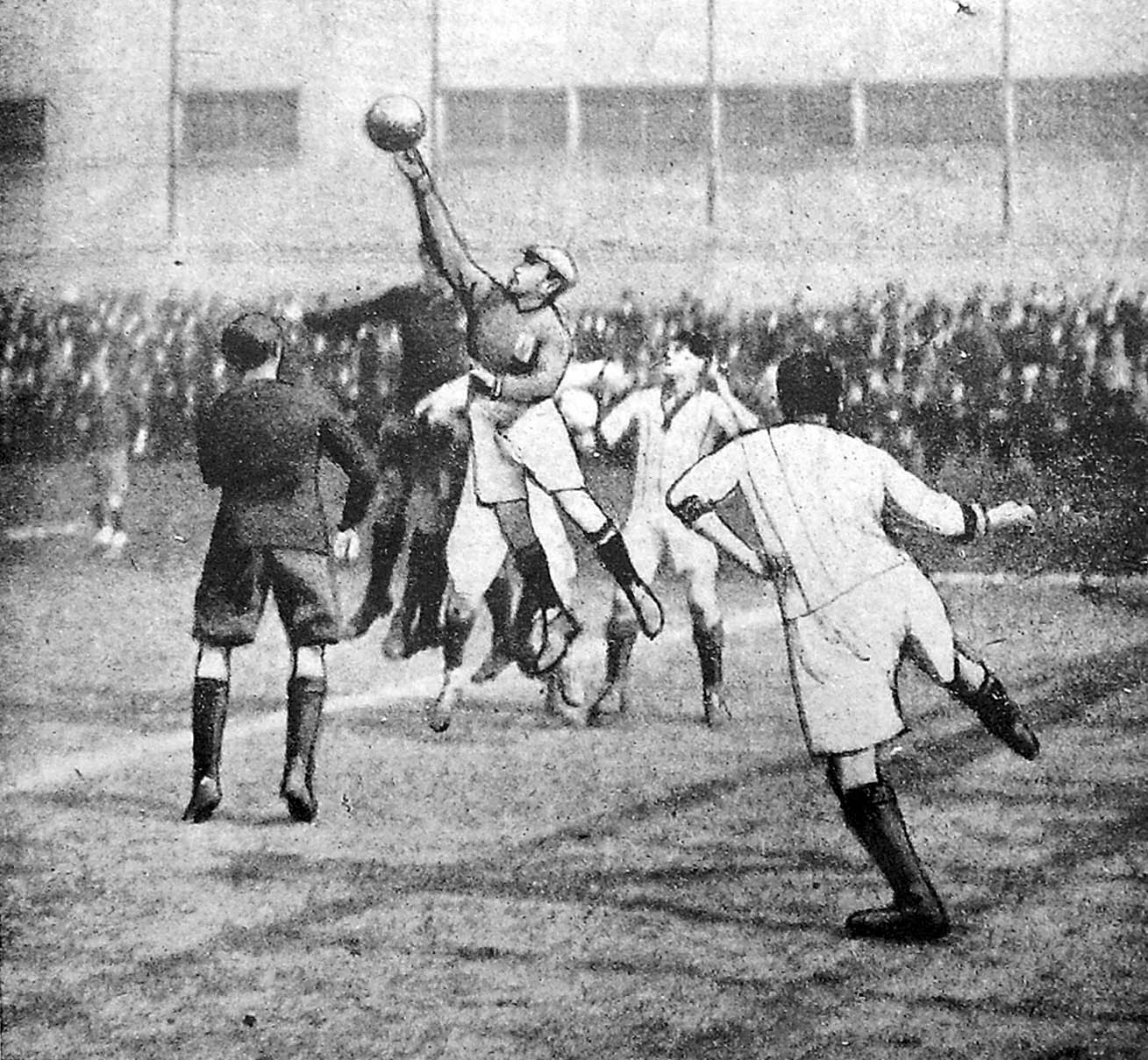
França vs Bèlgica el 1918.

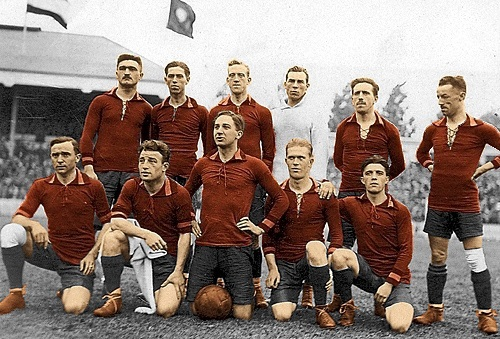
Bèlgica el 1920.

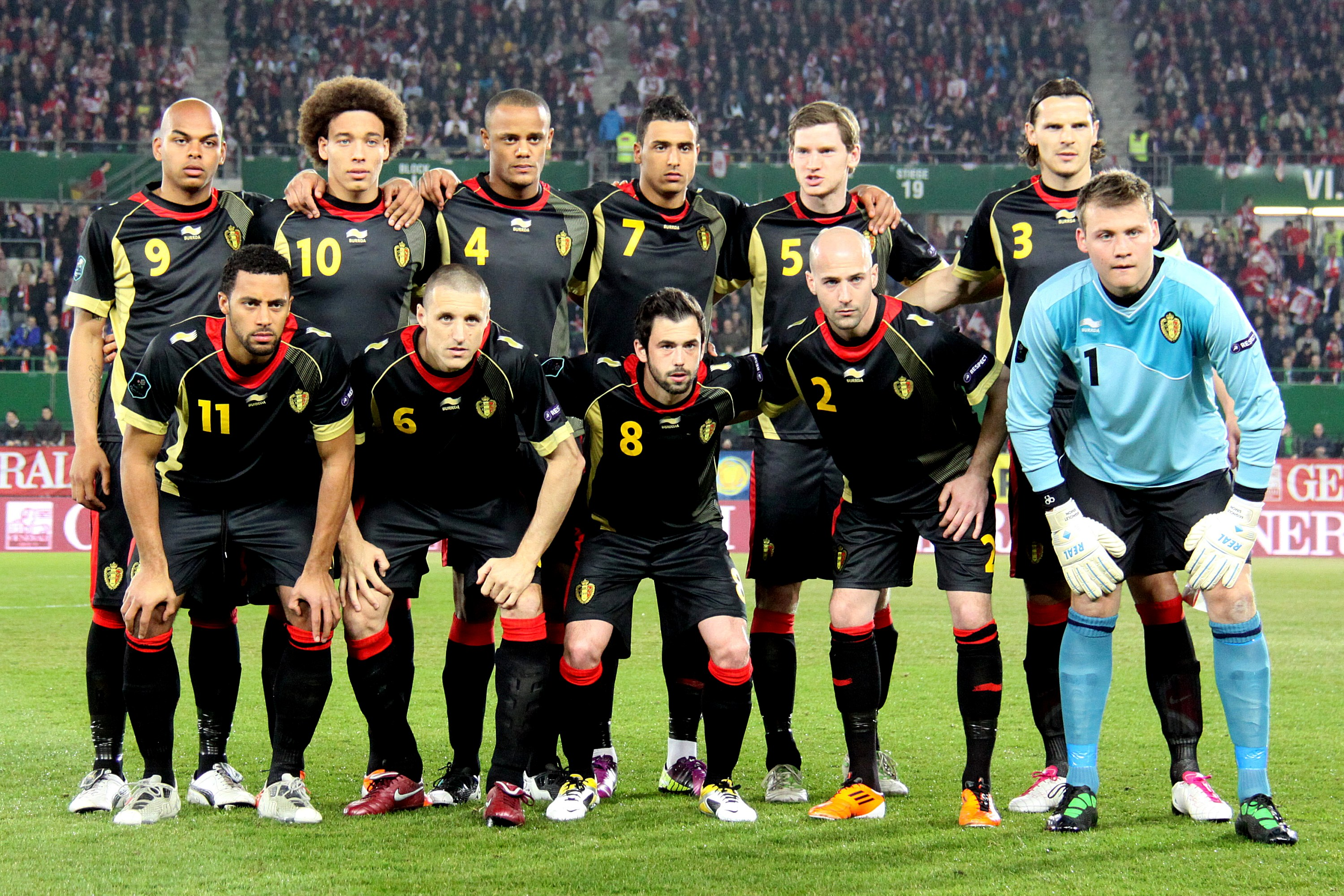
Bèlgica el 2011.

El futbol és l'esport més popular a Bèlgica. És dirigit per l'Associació Belga de Futbol.

## Història
El futbol es comença a practicar a Bèlgica als col·legis, on alumnes anglesos l'ensenyaven als seus companys belgues, principalment a la ciutat d'Anvers i posteriorment a Brussel·les. Els primers equips foren el Cercle de Regates (1878), Antwerp Harriers (1978), Antwerp Cricket and Football Club (1880). Aquest darrer fou el primer a registrar-se a l'associació i rebé el número 1 de matrícula (l'assignació de matrícules s'inicià el novembre de 1926). Quan un club deixa d'existir la seva matrícula es perd, mentre que quan es produeix una fusió, el nou club decideix amb quina de les dues matrícules dels clubs originals es queda, quedant-se amb la plaça al campionat i palmarès de l'equip escollit. Les deu primeres matrícules del futbol belga (entre parèntesis l'any de fundació) són:
1. R. Antwerp F.C. (1880)
2. Daring Club de Bruxelles (1895, desaparegut)
3. Club Brugge (1891)
4. R.F.C. Liégeois (1892)
5. R. Léopold Uccle Forestoise (1893, un club aristocràtic)
6. Racing Club de Bruxelles (1890, actualment la matrícula la té K.F.C. Rhodienne-Verrewinkel)
7. K.A.A. Gent (1900)
8. R.C.S. Verviétois (1896)
9. R. Dolhain F.C. (1898)
10. R. Union Saint-Gilloise (1897)

Altres equips destacats, de la regió de Brussel·les, foren: Brussels Football Association, Athletic & Running Club de Bruxelles (1883), Union FC d'Ixelles (1892), Sporting Club de Bruxelles (1894), Brussels FC (1895), Skill FC de Bruxelles (1896), Olympia Club (1897), Uccle Sport (1901), Excelsior SC (1904) i CS La Forestoise (1910).
El 1895 es funda la Union Belge des Sociétés de Sports Athlétiques (UBSSA). El 1912, la Union Belge de Sociétés de Football-Association/Belgische Voetbalbond s'independitza de la UBSSA. El primer partit de la selecció fou jugat l'1 de maig de 1904 (3-3 contra la França).
Els equips rebien el títol de Royale/Koninklijke quan complien certs anys d'existència o un equip ho demanava.
A nivell europeu, el futbol belga ha guanyat dues Recopes d'Europa i una Copa de la UEFA com a resultats més destacats. Aquests hasn estat els campions europeus belgues:
- Recopa d'Europa:
  - R.S.C. Anderlecht (1976 i 1978)
  - Yellow Red Koninklijke Voetbalclub Mechelen (1988)
- Copa de la UEFA:
  - R.S.C. Anderlecht (1983)
- Supercopa d'Europa:
  - R.S.C. Anderlecht (1976 i 1978)
  - K.V. Mechelen (1988)

A més, el Club Brugge fou finalista de la Copa d'Europa el 1978.

## Competicions
- Lliga belga de futbol
- Copa belga de futbol
- Copa de la Lliga belga de futbol
- Supercopa belga de futbol

## Principals clubs
- Royal Antwerp FC (Anvers)
- K.F.C. Germinal Beerschot (Anvers)
- K. SportKring Beveren (Beveren)
- Club Brugge KV (Bruges)
- Cercle Brugge KSV (Bruges)
- Royal Sporting Club Anderlecht (Anderlecht, Regió de Brussel·les-Capital)
- Football Club Molenbeek Brussels Strombeek (Molenbeek, Brussel·les-Capital)
- Royale Union Saint-Gilloise (Vorst, Regió de Brussel·les-Capital)
- Royal Charleroi Sporting Club (Charleroi)
- K. Atletiek Associatie Gent (Gant)
- K. Racing Club Genk (Genk)
- K. Voetbalclub Kortrijk (Kortrijk)
- Royal Standard de Liège (Lieja)
- Royal Football Club de Liège (Lieja)
- K. Lierse SportKring (Lier)
- K.S.C. Lokeren Oost-Vlaanderen (Lokeren)
- YR KV Mechelen (Malines)
- Royal Excelsior Mouscron (Mouscron)
- K.S.V. Roeselare (Roeselare)
- K. Sint-Truidense V.V. (Sint-Truiden)
- S.V. Zultse-Waregem (Waregem)
- K. Voetbal Club Westerlo (Westerlo)

## Jugadors destacats
Fonts:
Des de 1910
- Armand Swartenbroeks
- Robert de Veen
- Fernand Nisot

Des de 1920
- Jean De Bie
- Pierre Braine
- Henri Larnoe
- Ivan Thys
- Robert Coppée

Des de 1930
- Arnold Badjou
- Robert Paverick
- Jean Capelle
- Raymond Braine
- Bernard Voorhoof

Des de 1945
- Henri Meert
- Victor 'Vicky' Mees
- Georges Heylens
- Louis Carre
- Léopold Anoul
- Josef 'Jef' Mermans
- Henri 'Rick' Coppens

Des de 1960
- Jean Nicolay
- Pierre Hanon
- Joseph Jurion
- Paul Van Himst
- Wilfried Puis
- Raoul Lambert
- Victor Wegria

Des de 1970
- Christian Piot
- Jean-Marie Trappeniers
- Wilfried Van Moer
- Johannes Devrindt

Des de 1980
- Jean Marie Pfaf
- Michel Preud'homme
- Eric Gerets
- Frank Vercauteren
- Erwin Vandenbergh
- Jan Ceulemans

Des de 1990
- Philippe Albert
- Franky van der Elst
- Vincenzo 'Enzo' Scifo
- Marc Degryse
- Luc Nilis

Des de 2000
- Vincent Kompany
- Emile Mpenza
- Mbo Mpenza

Des de 2010
- Thibaut Courtois
- Kevin De Bruyne
- Eden Hazard
- Romelu Lukaku
- Dries Mertens

## Principals estadis

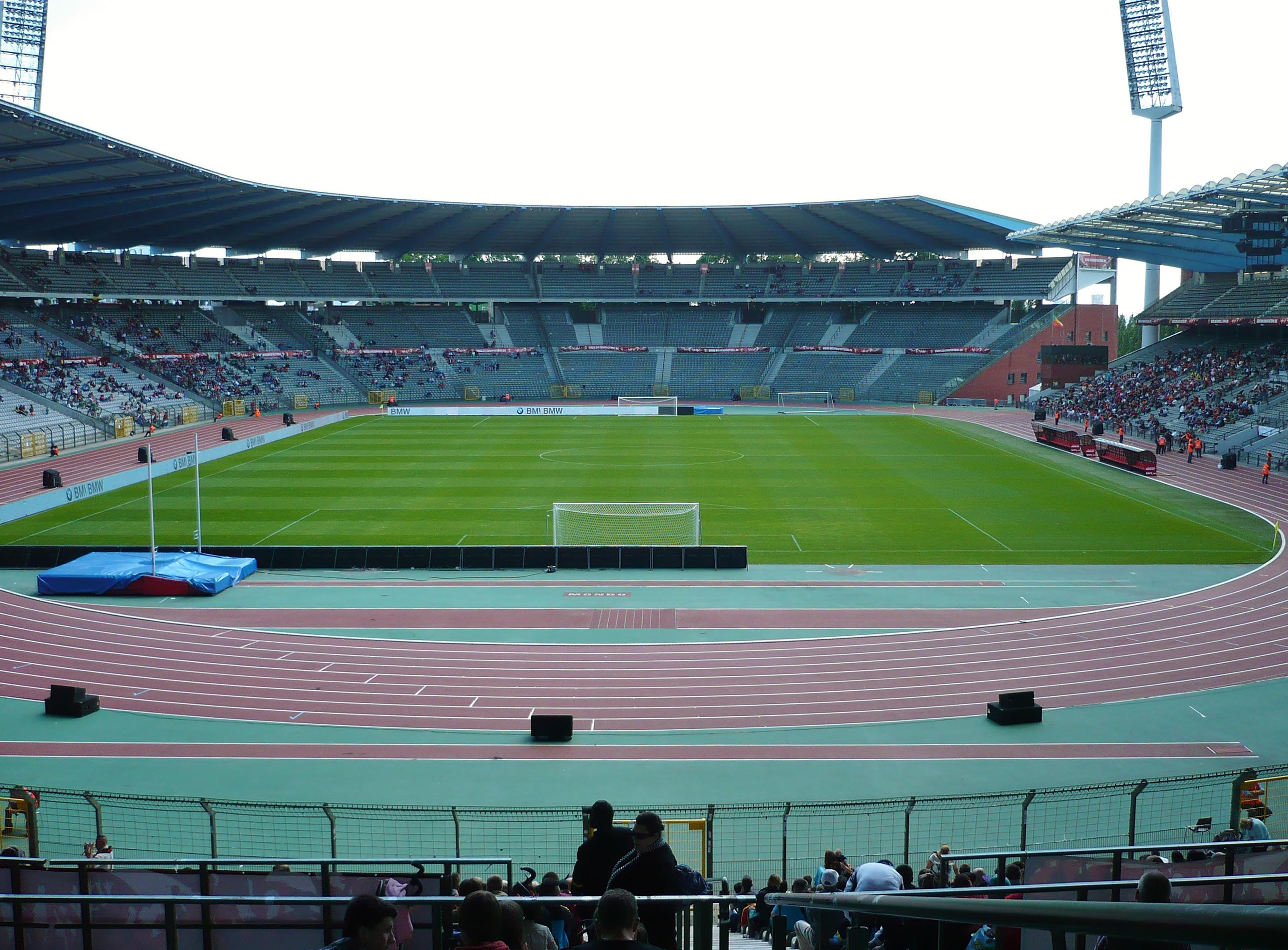
Estadi Rei Balduí a Brussel·les.

- Estadi Roi Baudouin / Koning Boudewijn (Brussel·les)
- Estadi Maurice Dufrasne (Lieja)
- Jan Breydelstadion (Bruges)
- Estadi Constant Vanden Stock (Brussel·les)
- Stade du Pays de Charleroi (Charleroi)
- Luminus Arena (Genk)
- Bosuilstadion (Anvers)
- Estadi Edmond Machtens (Molenbeek, Brussel·les)